# Cistanche deserticola
Cistanche deserticola là loài thực vật có hoa thuộc họ Cỏ chổi. Loài này được Y.C.Ma mô tả khoa học đầu tiên năm 1960.